# Agnieszka Wanżewicz
Agnieszka Wanżewicz (ur. 8 stycznia 1979) – polska biathlonistka. Dwukrotna wicemistrzyni Europy juniorów. Medalistka Mistrzostw Polski seniorów i juniorów.
W 1998 była reprezentantką Polski na mistrzostwach świata juniorów w Val Cartier, gdzie była 46. w biegu indywidualnym i 46. w sprincie.
Reprezentowała klub MKS Karkonosze Jelenia Góra. Jest absolwentką Szkoły Mistrzostwa Sportowego w Szklarskiej Porębie.
Obecnie jest trenerką Uczniowskiego Klubu Sportowego "Muflon" w Dusznikach-Zdroju, gdzie pracuje jako trener w Szkole Mistrzostwa Sportowego.